# 小西正太郎
小西 正太郎（こにし しょうたろう、1876年7月12日 - 1956年4月26日）は、日本の洋画家。秋田県出身。

## 略歴
秋田県仙北郡六郷町（現美郷町）の素封家の家に生まれる。小西忠兵衛（5代。幼名は正治。号は交和）の長男。弟は六郷町郵便局長の宗吉。正太郎が生まれた当時の小西家の主な資産は、小作米500俵、町内に3,300平方メートルの敷地、山林5ヘクタールと記録され、六郷町下では第二の資産家であった。六郷小学校から秋田県立秋田中学校を経て1895年（明治28年）東京美術学校予科に進んだ。翌年日本画の本科に進んだが、このころ洋行を終えて帰国した黒田清輝が西洋画科の初代教授として美術学校に赴任するとたちまちその影響を受け、西洋画に転じて黒田に師事した。1902年（明治35年）、26歳で東京美術学校卒業。黒田はもとより藤島武二や岡田三郎助などと親しく交わるようになっていた。また、六郷出身の作家小杉天外によるヒット作『魔風恋風』のヒロイン荻野初野に思いを寄せる青年美術家のモデルは正太郎だといわれている。
卒業後は神奈川県茅ヶ崎にアトリエを建てて創作活動をおこなったが、健康上の理由で帰郷、1904年（明治37年）4月から創立間もない秋田県立横手中学校の美術教師となった。自宅のある六郷から横手中学までは片道13キロメートルの距離であったが、病弱な彼は人力車で通勤したという。美術学校卒の正太郎は横手中学でおおいに歓迎され、期待もされたが、病気がちであったためわずか8か月の助教諭生活に終わった。こののち正太郎は7年間の長い療養生活に入り、1911年（明治44年）に病気はようやく平癒したが、六郷町内の有志が正太郎を秋田県会議員選にかつぎだして立憲政友会から立候補させた。正太郎はこれに当選したものの、政治家としての業績はほとんどなく、1期を務めただけで議員生活はやめている。

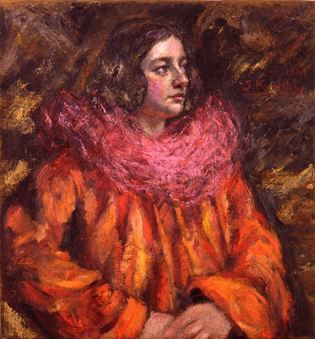
小西正太郎「赤い着物の女」（1924年）油彩、キャンバス
----
秋田市立千秋美術館蔵

やがて正太郎の胸にはしだいに絵画への情熱がよみがえっていった。1922年（大正11年）、美術学校時代の友人中沢光弘らが渡欧する話を聴いた正太郎はこれに同行することを決意し、家財の一部を売却してヨーロッパへの渡航資金にあてた。フランスでは留学先をパリ・アカデミーとし、ここでスペイン人画家オルティスに師事した。しばらくはカフェに通いづめだったが、やがて国際美術展やサロン・ドートンヌ展をはじめとする各サロンに出品した。1924年、権威あるサロン・ナシオナル展で「臥せる裸婦」（80号）が入選、ベルギー王室美術協会展でも「赤い着物の女」（60号）が入選した。翌1925年（大正14年）、正太郎はパリ・アンデパンダンとサロン・ドートンヌの会員となり、実力画家としての地歩を固めた。また、この年、サロン・ナシオナルの出品目録に日本人として藤田嗣治に次いで正太郎の作品写真が掲載され、話題となっている。パリではギャラリー・カーミンヌで個展をひらき、好評を博した。パリ遊学時代の正太郎は、藤田嗣治、大久保作治郎、田辺孝次、石黒敬七などの日本作家と親交を結んだ。
1926年（大正15年）に帰国して同年4月、東京の三越百貨店で個展をひらいた。翌月、同様の個展を秋田でもひらいている。東京では世田谷に居を構え、神田に「自由研究所」という後進指導のための絵画学校を開設して、勤労青年に絵の手ほどきをした。1927年（昭和2年）には白日会会員に推され、同年の帝展には「水浴後」を出品して入選した。正太郎は、その後も二科会、槐樹社、光風会主催の各展覧会に出品するなど精力的に活動したが、太平洋戦争末期の1944年（昭和19年）、ひで夫人とともに故郷の秋田県六郷町に帰郷した。戦後は郷里で趣味三昧の生活を送ったといわれる。1956年4月26日逝去。六郷町の浄土宗寺院東光山本覚寺に墓がある。
女性の美を見つめて描く裸婦画を得意とした。横手市の秋田県立近代美術館、秋田市の秋田市立千秋美術館などに作品がある。